# Grupo Escato
Grupo Escato es una empresa mexicana de publicidad exterior, fundada como Grupo Escato, S.A. de C.V. por Gabriel Gadsden Carrasco en el año 1988 en la Ciudad de México, México. Labora en las áreas de escenografía corporativa e imagen institucional, tanto temporal como permanente o digital.
Escenografía corporativa es el concepto comúnmente empleado en el mercado de imagen exterior institucional, para referirse a la creación de espacios corporativos de empresas o instituciones de gobierno. A esa actividad publicitaria se le conoce como una rama del marketing institucional o comunicación institucional.
Actualmente, su sede central "Centro Operativo Escato", que fue inaugurada el 28 de noviembre del año 2018, está ubicada en la ciudad de Lerma, Estado de México, y también trabaja con proyectos en Latinoamérica, Europa y Asia.
La empresa ha participado en eventos públicos como las catas de la fundación Ayúdate a Dar, o las colectas de Cruz Roja Mexicana.